# Karsten Kredel
Karsten Kredel (* 1973) ist ein deutscher Verleger und Übersetzer.

## Leben und Wirken
Kredel studierte amerikanische, deutsche und afrikanische Literatur in Berlin und Harvard. Er arbeitete als Übersetzer und als freier Mitarbeiter der Kulturredaktion der taz, war ab 2005 Lektor beim Suhrkamp Verlag und leitete ab 1. Juni 2009 das Literatur-Programm des Eichborn Verlags sowie, von Juli 2011 bis Dezember 2013, den Bereich Internationale Literatur bei den Berliner Verlagen Suhrkamp und Insel. Seit 2014 leitete er in der Nachfolge von Elisabeth Ruge Hanser Berlin, die Tochter des Carl Hanser Verlages in Berlin. Im Sommer 2020 wurde Kredel in der Nachfolge von Barbara Laugwitz verlegerischer Geschäftsführer der Ullstein Buchverlage.

## Übersetzungen
- Äh ... was machst du da eigentlich? The Essential David Shrigley von David Shrigley
- Ich, John von  Peter Murphy
- Bis(s) zum Morgengrauen von Stephenie Meyer
- Jesus von Texas von DBC Pierre
- Screwjack von  Hunter S. Thompson